# Harold Nicholas

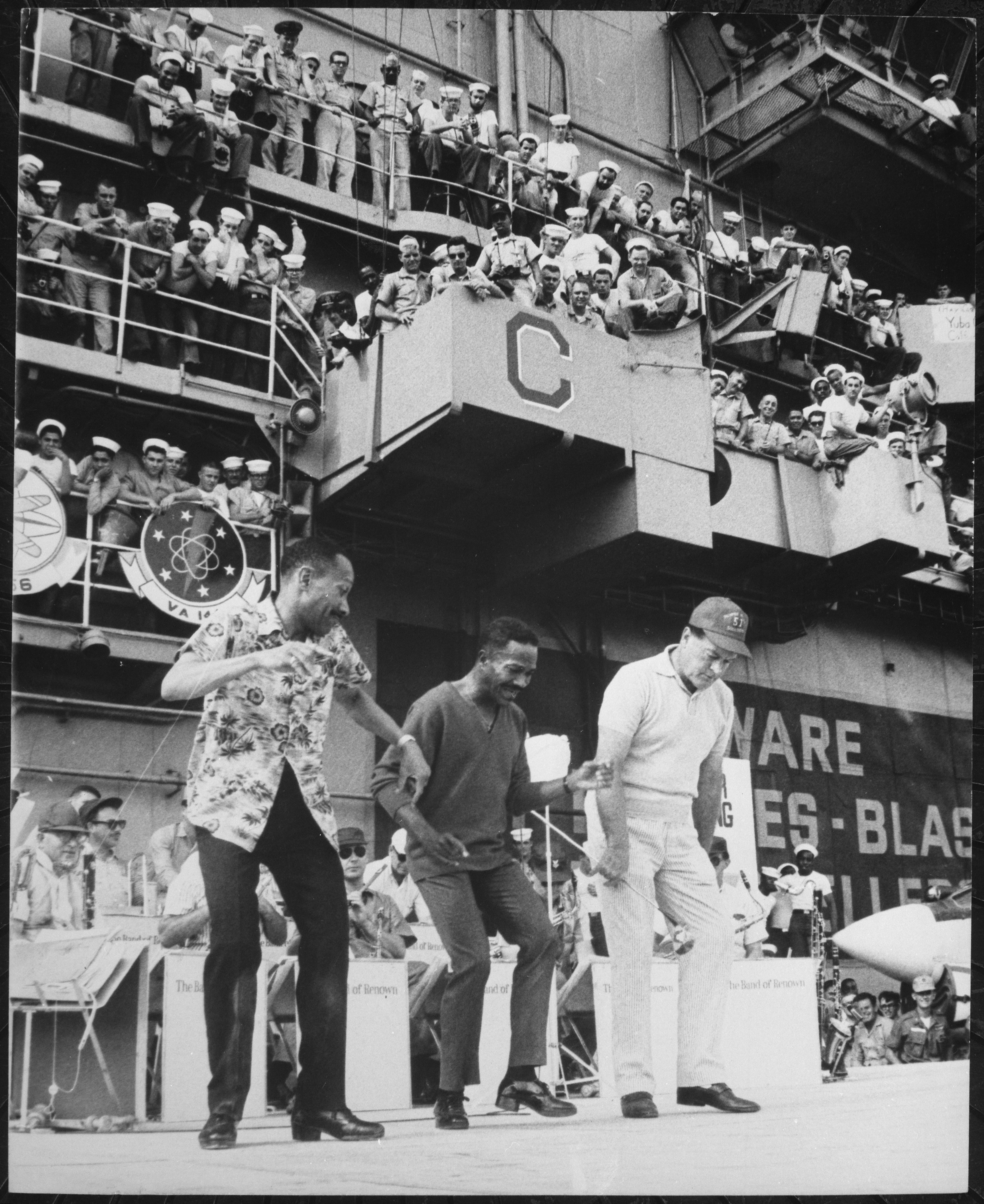
Harold Nicholas tanzt mit Fayard Nicholas und Bob Hope auf dem US-amerikanischen Flugzeugträger Ticonderoga, 1965

Harold Nicholas (* 27. März 1921 in Winston-Salem, North Carolina; † 3. Juli 2000 in Los Angeles, Kalifornien) war ein US-amerikanischer Stepptänzer.

## Leben
Harold Nicholas bildete zusammen mit einem Bruder Fayard das berühmte Duo The Nicholas Brothers. Er spielte in über 50 Filmen mit. 1991 wurde ihm der Kennedy-Preis verliehen. 1994 wurde er gemeinsam mit seinem Bruder mit einem Stern auf dem Hollywood Walk of Fame geehrt.